# Cal Martí (Granera)
Cal Martí és una masia del terme municipal de Granera, a la comarca catalana del Moianès. Pertany a la parròquia de Sant Martí de Granera.
Està situada a 760,5 metres d'altitud en el Barri de Baix, al nord-est del Barri del Castell, nucli principal del poble. És de les primeres cases que es troben procedint de Castellterçol per la carretera BV-1245. Queda una mica separada al nord de la carretera, a ponent de Can Creus.
Queda al nord de la carretera, i s'hi accedeix pel camí que mena a l'Agulló, que arrenca cap al nord-est del punt quilomètric 8,8 i travessa tot el Barri de Baix de sud-oest a nord-est i en uns 300 metres mena a Can Creus.